# Тоей (Айті)

Тое́й (яп. 東栄町, とうえいちょう, МФА: [toːeː t͡ɕoː]?) — містечко в Японії, в повіті Кіта-Сітара префектури Айті. Розташоване в східній частині префектури. Отримало статус містечка 1955 року. Площа становить 123,40 км². Станом на 1 серпня 2011 року населення складало 3703  осіб, густота населення — 30 осіб/км².   